# I'll Be There for You (The Rembrandts)
I'll Be There for You è un brano musicale del gruppo statunitense The Rembrandts pubblicato come primo singolo estratto dal loro terzo album LP. Il brano è principalmente conosciuto per essere stata la sigla della sitcom statunitense Friends, andata in onda dal 1994 al 2004.

## Informazioni sul brano
I'll Be There for You è stata scritta dai produttori televisivi David Crane e Marta Kauffman, e da Michael Skloff, Allee Willis, Phil Sōlem e Danny Wilde. Inizialmente fu proposta al gruppo rock They Might Be Giants, ed ai R.E.M..
Il brano ottenne grande popolarità, dopo che la stazione radio WLAC Star 106 iniziò a trasmettere il brano, nella sua versione televisiva, in loop per farla diventare della durata di un brano normale. A quel punto l'etichetta discografica si convinse a far registrare ai Rembrandts I'll Be There for You su CD. La canzone fu inserita nell'album dei Rembrandts LP all'ultimo momento. Inizialmente non c'era alcuna intenzione di pubblicarlo come singolo, dato che l'etichetta discografica aveva paura che oscurasse le vendite dell'album.

## Il video
Il video musicale di I'll Be There for You è stato diretto dal regista Sean Alquist e trasmesso per la prima volta nel maggio 1995.. Il video vede protagonisti i sei attori principali di Friends, Jennifer Aniston, Courteney Cox, Lisa Kudrow, Matt LeBlanc, Matthew Perry e David Schwimmer, insieme ai componenti dei Rembrandts.

## Cover
La rock band statunitense Goo Goo Dolls ha registrato una versione del brano, con un testo leggermente diverso. Il gruppo punk Pink Lincolns invece ne ha inciso una cover intitolata Friends nel 1997 sull'album Show & Tell.

## Tracce
CD-Single EastWest 7559-63923-9
1. I'll Be There For You - 3:09
2. I'll Be There For You (Long Version) - 5:37
3. I'll Be There For You (TV Version) - 1:33

CD-Single Warner EWC773 [fr]
1. I'll Be There For You - 3:09
2. Fixin' To Blow - 5:03
3. Just The Way It Is, Baby - 4:06
4. Snippets Medley - 6:46

## Classifiche
| Classifica (1995)                          | Posizione più alta |
| ------------------------------------------ | ------------------ |
| Australia                                  | 3                  |
| Belgio                                     | 10                 |
| Francia                                    | 25                 |
| Norvegia                                   | 5                  |
| Nuova Zelanda                              | 3                  |
| Paesi Bassi                                | 20                 |
| Regno Unito                                | 3                  |
| Svezia                                     | 34                 |
| US Billboard Hot 100                       | 17                 |
| US Billboard Hot 100 Airplay               | 1                  |
| US Billboard Hot Adult Contemporary Tracks | 1                  |
| US Billboard Adult Top 40                  | 7                  |
| US Billboard Alternative Songs             | 23                 |
| US Billboard Pop Songs                     | 1                  |